# Carras (schip, 1918)
De Carras (Grieks: Καρράς) was een Grieks stoomvrachtschip van 5.234 ton, dat in de Tweede Wereldoorlog door een Duitse onderzeeboot tot zinken is gebracht.

## Geschiedenis
Het schip liep van stapel in oktober 1918 als de Britse stoomtanker War Spartan voor de Anglo-Amerikaanse Olie Comp., op de scheepswerf van Sir Raylton Dixon & Ltd, Middlesbrough, Noord-Oost Engeland. In 1919 werd het omgebouwde stoomvrachtschip Taxandriër gedoopt voor de Lloyd Royal Belge (Groot-Brittannië), Londen. In 1923 werd ze ingeschreven in België voor de Lloyd Royal Belge SA, Antwerpen. Dan in 1927 verkocht aan Groot-Brittannië en herdoopt tot Kinross voor Sutherland SS. Co., Newcastle, Noord-Ierland. Uiteindelijk werd het schip in 1934 doorverkocht aan Griekenland en herdoopt tot Carras. De eigenaar was Constantine J. Carras & Co., Chios, Griekenland, met Chios als thuishaven.

## De laatste reis
Haar reisroute begon in Rosario, Argentinië via New York, waar ze zich aansloot met konvooi SC-122 in maart 1943, met een lading tarwe, naar Belfast.
Omstreeks 06.42 uur op 19 maart 1943 viel de U-666, onder bevel van Herbert Engel, het konvooi SC-122 aan en vuurde drie torpedo's af. De Duitse U-bootbemanning namen drie torpedoinslagen waar, die na 3 minuten 15 sec., 3 minuten 20 sec. en na 3 minuten 30 sec. op rij, na hun gissing, het tweede colonneschip in het konvooi, in drie minuten tijd tot zinken lieten brengen. Althans, dat dacht de Duitse bemanning van de U-666, omdat ze moesten wegduiken na hun lanceringen van hun afgeschoten FAT-torpedo's. Nochtans werd enkel het Griekse vrachtschip Carras getroffen.
De Carras bleef nog drijven maar viel door haar beschadiging aan de romp, terug achteraan het konvooi, totdat zij nogmaals door een fatale torpedotreffer van de U-333, onder commando van  Werner Schwaff, omstreeks 21.28 uur tot zinken werd gebracht in positie 54°05’ N. en 24°19’ W. Onder de 34-koppige bemanning viel geen slachtoffer. Die had zich, na de eerste torpedotreffers en met hun terugval achteraan konvooi SC-122, klaargemaakt om het getroffen en tevens verloren verklaarde schip te verlaten in de reddingsboten.